# According to Jim
According to Jim est une sitcom américaine en 182 épisodes de 22 minutes créée par Tracy Newman et Jonathan Stark, diffusé entre le 3 octobre 2001 et le 2 juin 2009 sur le réseau ABC.
En France, le pilote de la série a été diffusé en VOSTFR lors des Screenings 2009 sur Série Club. 
Elle est disponible sur la plateforme Disney+, qui propose une version française des trois premières saisons.

## Synopsis
Jim est un homme au tempérament coléreux (souvent qualifié de jerk) et paresseux cherchant souvent à obtenir ce qu'il veut ou faire ce qu'il veut au risque de mentir à sa femme, Cheryl. Il se fait un devoir de ne jamais s'excuser. Jim joue de l'harmonica, est un ardant fan des Bears de Chicago, des Cubs de Chicago, des Bulls de Chicago et des Blackhawks de Chicago. Jim et Cheryl ont trois enfants : Deux filles nommées Gracie et Ruby et un garçon nommé Kyle. À la saison 7, ils auront des jumeaux nommés Jonathan et Gordon.
Le meilleur ami de Jim (et son collègue architecte) est son beau-frère (le frère de Cheryl) nommé Andy, un éternel célibataire incapable de garder une relation. Quant à sa belle-sœur, Dana, il a plutôt une relation de compétition avec elle. Les deux personnages sont presque toujours présents chez Jim et Cheryl.

## Distribution

### Principaux
- Jim Belushi (VF : Xavier Fagnon) : James « Jim » Orenthal
- Courtney Thorne-Smith (VF : Laëtitia Lefebvre) : Cheryl Mabel
- Kimberly Williams-Paisley (VF : Karine Foviau) : Dana Gibson (saisons 1 à 7, invitée saison 8)
- Larry Joe Campbell (VF : Christophe Lemoine) : Andrew « Andy » Mabel
- Taylor Atelian (VF : Marion Ponslet) : Ruby Orenthal
- Billi Bruno (VF : Sacha van den Bossche) : Gracie Orenthal (saisons 1 à 6, invitée saisons 7-8)
- Conner Rayburn : Kyle Orenthal (saisons 4 à 8)
- Mitch Rouse (en) : Dr Ryan « Doc » Gibson (saisons 4 à 6, invité saison 8)

### Invités notables
- Tony Braunagel (en) (VF : Jerome Wiggins) : Tony, membre du groupe de Jim.
- Robert Belushi (VF : Frédéric Philippe) : le livreur de pizza et personnages divers
- Dan Aykroyd (VF : Guillaume Orsat) : Danny Michalski, officier de police et vieil ami de Jim. (saisons 1 à 3 puis 8)
- Cynthia Stevenson (VF : Edwige Lemoine) : Cindy Devlin, amie odieuse de Cheryl. (saisons 2 à 4 puis 6)
- Kathleen Noone : Maggie, la mère de Cheryl, Dana et Andy. (saisons 1, 2, 4 et 5)
- Tim Bagley (VF : Jérémy Prévost) : Tim Devlin, le fiancé de Cindy. (saisons 2, 4 et 6)
- Nicole Sullivan (VF : Anaïs Delva) : Alicia, la professeure de piano de Ruby et petite-amie d'Andy. (saison 1)
- Brian Urlacher : lui-même (saison 1)
- Brad Paisley (VF : Anthony Audoux) : Eddie, le petit-ami de Dana. (saison 2)
- Bo Diddley : lui-même (saison 2)
- Mike Ditka : lui-même (saison 2)
- Chris Elliott : le révérend Pierson (saisons 2-3)
- Laraine Newman (VF : Julie Dumas) : l'officier Laraine Elkin, petite-amie de Danny. (saisons 2-3)
- Jack Coleman : Sean Curran (saison 2)
- Wayne Newton (VF : Augustin Jacob) : lui-même (saison 2)
- Jennifer Coolidge (VF : Carole Franck) : Roxanne Orenthal, la sœur de Jim. (saisons 2-3)
- Jane Lynch (VF : Armelle Gallaud) : Janice, voisine de Jim et Cheryl. (saison 3)
- Tom Bergeron : lui-même (saison 3)
- Tom Arnold : Max (saison 4)
- Linda Hamilton : Melissa Evans (saison 5)
- Hugh Hefner : lui-même (saison 5)
- Julie Newmar : elle-même (saison 5)
- Erik Estrada : lui-même (saison 5)
- George Takei : lui-même (saison 6)
- Tim Meadows : lui-même (saison 6)
- Phil LaMarr : Kurt (saison 6)
- Cole Sprouse et Dylan Sprouse : eux-mêmes (saison 7)
- Mo Collins : Emily, la petite-amie d'Andy. (saisons 7-8)
- James Lipton : le Diable (saison 7)
- Lee Majors : Dieu (saisons 7-8)
- Steve Guttenberg : lui-même (saison 8)
- Constance Marie : Victoria, l'ex-petite-amie de Jim. (saison 8)
- Rob Moran : le réalisateur (saison 8)

Version française dirigée par Anne Massoteau et Ninou Fratellini au studio Dubbing Brothers, d'après une adaptation des dialogues d'Olivier Lips, Carole Lebeau et Rodolphe Freytt.
 Source et légende : version française (VF) sur RS Doublage

## Sortie en DVD aux États-Unis
Les saisons 1 à 5 sont sorties en DVD. Les saisons 6 à 8 ne sont toujours pas sorties.
| Nom du DVD                  | Nombre d'épisodes | Sortie          |
| --------------------------- | ----------------- | --------------- |
| The Complete First Season   | 22                | 21 octobre 2008 |
| The Complete Second Season  | 28                | 4 mai 2010      |
| The Complete Third Season   | 29                | 3 mai 2011      |
| The Complete Fourth Season  | 27                | 5 juillet 2011  |
| The Complete Fifth Season   | 22                | 4 octobre 2011  |
| The Complete Sixth Season   | 18                | NC              |
| The Complete Seventh Season | 18                | NC              |
| The Complete Eighth Season  | 18                | NC              |